# Valdemar III de Schleswig
Ne doit pas être confondu avec Valdemar III de Danemark ou Valdemar III.
Pour les articles homonymes, voir Valdemar III.
Valdemar III (1238-1257) est duc de Schleswig de 1253 à 1257.
Fils aîné du roi Abel de Danemark et de Mechtilde ou Matilde de Holstein, fille du comte Adolphe IV de Holstein.
À la mort de son père, il faisait encore ses études à l'université de Paris. Jugé trop jeune, il est écarté du trône au profit de son oncle Christophe Ier de Danemark.
Revenu dans son pays et appuyé par sa puissante famille maternelle, il oblige son oncle à lui concéder le Schleswig en fief à Kolding. en 1253.
Valdemar III meurt dès 1257 sans alliance ni descendance. Il aura comme successeur son frère Erik Ier de Schleswig.